# Ernst Tippelt
Ernst Tippelt, ou Ernest Tippelt, né le 11 avril 1943 et mort le 16 juin 2025, est un joueur de football allemand. Il joue la plus grande partie de sa carrière en Suisse, fêtant plusieurs promotion et dispute la finale de la coupe de Suisse en 1971 avec le FC Lugano.

## Carrière
Ernst Tippelt commence sa carrière aux Stuttgarter Kickers, en Zweite Oberliga lors de la saison 1961-1962. Il reste trois saisons dans le club, participant à la première saison de la toute nouvelle Regionalliga Sud. Il rejoint, au début de la saison 1964-1965 le SC Preußen Münster en Regionalliga Ouest. Il reste deux saisons dans ce club, avant de commencer, en septembre 1966, des études à l’Université de Fribourg. Il intègre alors le FC Fribourg, qui évolue en première ligue (troisième division suisse).
Il quitte le club fribourgeois au terme de la saison 1969-1970 pour rejoindre le FC Lugano. Il ne reste qu’une seule saison au Tessin, arrivant en finale de la Coupe de Suisse, avant de revenir en Suisse romande, à Vevey-Sports. En 1974, il se fait décerner le titre de docteur en sciences économiques.
Pour cause de raisons professionnelles, il quitte le club vaudois en 1975 pour le FC Bulle, qui évolue en première ligue. Lors de sa première saison avec le club gruérien, il parvient en finales de promotion en Ligue nationale B, mais échoue face au SC Kriens. La saison suivante, par contre, avec l’équipe bulloise, Tippelt connaît la deuxième montée en Ligue nationale B de sa carrière. Sur cette promotion, il quitte la Gruyère pour le Montreux-Sports, où il reste deux saisons. Il revient alors à Vevey, pour une saison, avant d’entrer dans l’encadrement du club.

## Palmarès
- Promotion en Ligue nationale B en 1967 et promotion en Ligue nationale A en 1969 avec le FC Fribourg.
- Finaliste de la Coupe de Suisse en 1971 avec le FC Lugano.
- Promotion en Ligue nationale A en 1974 avec Vevey-Sports.
- Promotion en Ligue nationale B en 1977 avec le FC Bulle.